# Walter Scheerer
Walter Scheerer († nach 1939) war ein deutscher landwirtschaftlicher Fachberater, der für seine Verdienste um die preußische Provinz Brandenburg zum Preußischen Provinzialrat ernannt wurde.

## Leben
Scheerer war als Bauer in Neutrebbin im Kreis Oberbarnim ansässig und wurde landwirtschaftlicher Gaufachberater und Kreisbauernführer der NSDAP. 1932 wurde er in den Landtag in Potsdam gewählt. 1936 kandidierte er bei der Reichstagswahl.
Der Ministerpräsident Hermann Göring ernannte ihn im März 1939 als einen um Staat und Volk verdienten Mann der Provinz Brandenburg zum Preußischen Provinzialrat. Als solcher gehörte er dem Preußischen Provinzialrat an, einem Gremium zur beratenden Mitwirkung an den Geschäften der allgemeinen Landesverwaltung der preußischen Provinz Brandenburg in Potsdam.

## Schriften
- Oberbarnim wird Großgemüseanbaugebiet. In: Oberbarnimer Kreiskalender, 1937, S. 83–85.
- Die Kurmark und das Reich. In: Oberbarnimer Kreis-Kalender, 1939, S. 13.